# 大富翁系列
大富翁系列是由大宇資訊以桌游大富翁为原型製作的休閒类电子遊戲。系列从1989年姚壯憲自行制作并通过大宇发行的第一版《大富翁》开始，通常以1998年推出的《大富翁4》為代表。
姚壮宪在2009年接受《大眾軟件》雜誌採訪時曾表示，由於單機遊戲市場萎縮以及玩法沒有突破，在2006年推出《大富翁8》後大富翁系列遊戲便停止開發，不再推出續作。但本系列又於2012年推出了《大富翁4》的移动端复刻版《大富翁 4 fun》。其中iOS版于当年1月底上市，Android版则于当年12月26日推出。其间还于2012年8月9日推出網頁版的《大富翁WEB》，但该版本仅运行了一周便于8月16日停运。
2016年，系列推出新作《大富翁9》，为单一面向移动平台的版本，属全系列首次。2019年10月25日，《大富翁10》发售，也是《大富翁8》后时隔13年再次推出（含）PC版新作。
目前的系列最新版本《大富翁11》于2022年9月在steam等平台上推出预告片，10月20日正式发行。

## 玩法
預設多幅地圖，以擲骰點數前進，並有多種道具、卡片使用，另外觸發一些「特別事件」。主要通過購買房產，收取對方的路費、租金，來導致對手破產。《大富翁4》設有系列中最為完全的股票系統，股票系統為獨立的，一般升跌不受玩家影響，但股票產值會導致物價飛漲，可令實物的房產價值加倍。 

## 系列

### 正篇作品
- 大富翁（1989年11月28日）
- 大富翁2（1993年2月10日）
- 大富翁3（1996年3月10日）
  - 典藏大富翁 - 大富翁1-3代作品的合輯，推出平台為Windows（1999年）和Steam（2022年7月28日）[8]
- 大富翁4（1998年10月15日）
  - 大富翁4 超時空之旅（1999年12月30日）
- 大富翁5（2001年6月15日）
  - 大富翁5 PLUS 忍太郎之奪寶奇謀（2001年12月15日）
- 大富翁6（2002年6月1日）
  - 大富翁6 PLUS 大家來搶錢（2002年12月5日）
- 大富翁7（2003年12月17日）
  - 大富翁7 遊寶島（2004年12月2日）
  - 大富翁7 遊香江（2004年12月2日）
- 大富翁8（2006年1月20日）
- 大富翁9（2016年5月19日）- 手機遊戲[9][10]
- 大富翁10 - Windows（2019年10月25日），iOS（2020年4月1日），任天堂Switch（2021年8月26日）
- 大富翁11（2022年10月20日）[11]

### 網路遊戲
- JoyEZ：IQ 大富翁（2005年11月30日）
- 大富翁Online（2008年3月28日[12]）
- 大富翁WEB（2012年8月9日）

大富翁卡牌战争

### 衍生作品
- 大富翁環島之旅 - Java（2004年12月）
- 大富翁夢境歷險 - Java（2006年4月10日）
- 大富翁 4 fun - iOS（2012年1月30日），Android（2012年12月26日），Windows 8.1（2014年2月10日）

## 角色列表
见大富翁角色列表主页

## 外部連結
- 大富翁系列網站 （页面存档备份，存于）（繁體中文）
- 大富翁Online官方網站 （页面存档备份，存于）
- iOS 大富翁 4 fun官方網站 （页面存档备份，存于）
- 大富翁 9 官方網站 （页面存档备份，存于）（繁體中文）
- 大富翁10官方網站 （页面存档备份，存于）（繁體中文）
- 大富翁11官方網站 （页面存档备份，存于）（繁體中文）
- 大富翁官方FB粉絲專頁 （页面存档备份，存于）